# Aftersun

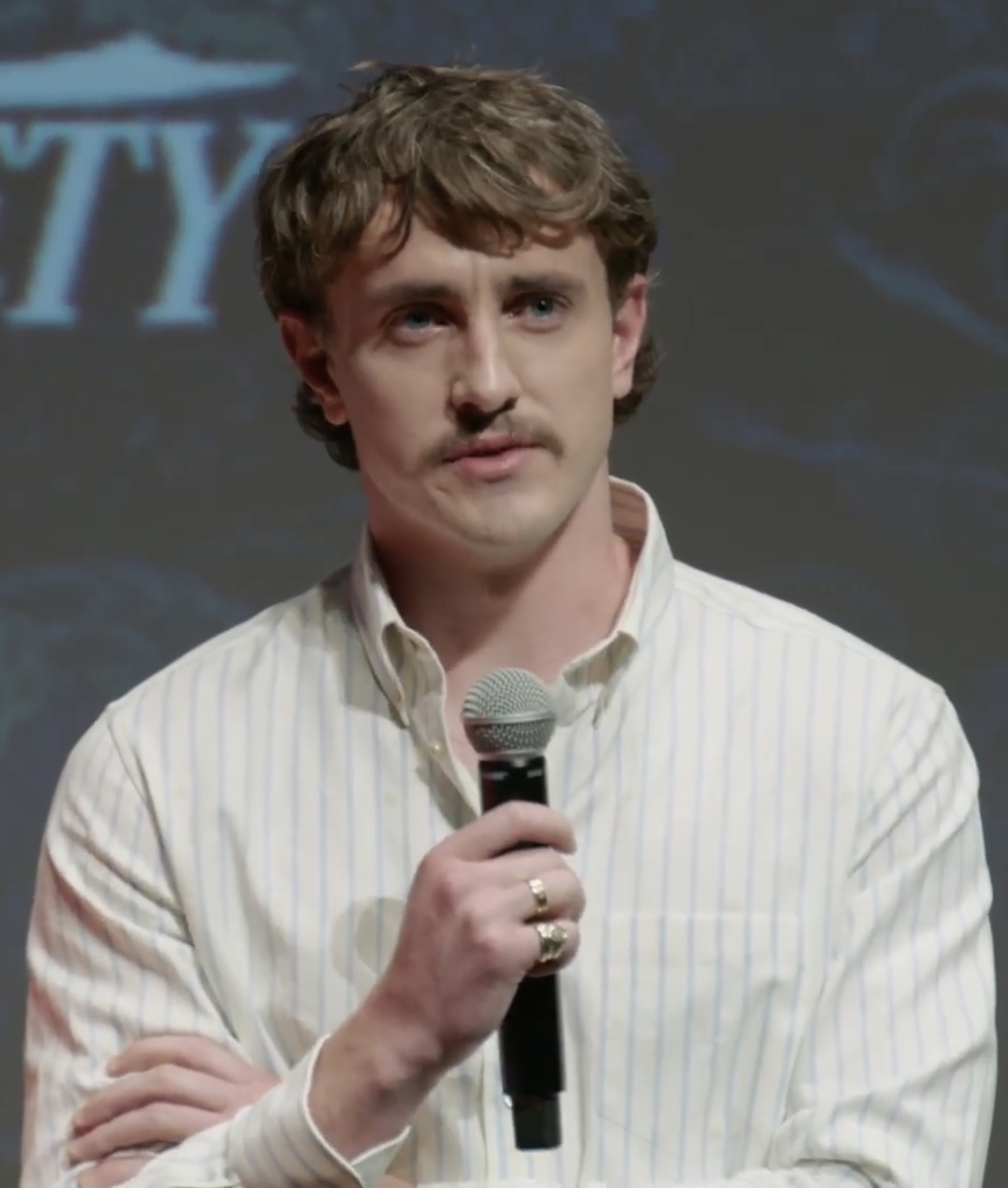
El actor irlandés Paul Mescal en 2022.

Aftersun es una película dramática de 2022 escrita y dirigida por Charlotte Wells y protagonizada por Paul Mescal, Frankie Corio y Celia Rowlson-Hall. Se estrenó en Estados Unidos el 21 de octubre de 2022, de la mano de A24 y MUBI. En España, la distribución de la película corre a cargo de Elastica Films.

## Argumento
En 1999, Sophie Patterson, una niña escocesa de 11 años, viaja con su padre Calum, de 30, a un complejo turístico en Turquía. Calum se mudó a Londres tras separarse amistosamente de la madre de Sophie. Durante las vacaciones, Sophie graba con una cámara MiniDV, y esas imágenes se intercalan a lo largo de la película. A lo largo de la estancia, Sophie entabla amistad con varios adolescentes ingleses del resort y pasa tiempo jugando en los recreativos con un chico llamado Michael. Calum, por su parte, muestra signos de depresión, ansiedad y un malestar interior que intenta ocultar bajo una apariencia de felicidad. Cuando está solo, practica taichí, lee libros de autoayuda y fuma a escondidas de Sophie.
Un día, durante una excursión de buceo, Sophie pierde su máscara de submarinismo, que era cara. Calum intenta disimular su enfado, pero Sophie nota cómo se siente en realidad, le dice que sabe que era una máscara cara y lo consuela. Más tarde, Calum le confiesa al instructor de buceo que le sorprende haber llegado a los 30 años. Poco después, van juntos a una tienda de alfombras, donde Sophie lo observa dudar por el precio de una alfombra que le gusta. Al final no la compra, pero luego vuelve solo y la adquiere.
La noche siguiente, asisten juntos a una velada de karaoke y Sophie los apunta para cantar. Calum se niega a subir al escenario, pese a la insistencia de su hija, y ella termina interpretando sola Losing My Religion mientras él la observa. Dolida por sentirse abandonada, Sophie decide no volver con él a la habitación y se queda con otros turistas con los que había jugado al billar. Michael la sorprende por detrás, asustándola, pero luego se sientan juntos junto a la piscina y se besan. Mientras tanto, Calum va solo a la playa y se adentra en el mar. Cuando Sophie vuelve a la habitación, lo encuentra dormido desnudo y lo cubre con una sábana.
Al día siguiente, durante una excursión a unos baños de barro, padre e hija se reconcilian. Calum le pide disculpas por su comportamiento de la noche anterior. Sophie le da una sorpresa: hace que los demás turistas le canten For He's a Jolly Good Fellow por su 31º cumpleaños. Calum los escucha sin mostrar emoción. Luego se le ve llorando solo en la habitación; en el suelo hay una postal dirigida a Sophie en la que le dice que nunca olvide que la quiere.
La última noche del viaje, Calum y Sophie bailan abrazados al ritmo de Under Pressure. A la mañana siguiente, en el aeropuerto, Calum se despide de ella y la observa mientras sube al avión.
En el presente, la Sophie adulta vive en Nueva York con su esposa y su hija pequeña. La alfombra que Calum compró, ya desgastada por el uso, yace en el suelo de su dormitorio. Sophie revisa las grabaciones de aquel verano en Turquía.
A lo largo de la película, se intercalan secuencias abstractas y oníricas en las que la Sophie adulta aparece en medio de una rave abarrotada, vislumbrando a Calum bailando frenéticamente entre luces estroboscópicas. Sophie intenta acercarse a él, y finalmente llegan a abrazarse brevemente; con los brazos entrelazados, Calum termina escapando de su alcance. En la escena final, Calum guarda la cámara de vídeo y se aleja por el pasillo del aeropuerto tras despedirse de Sophie, abriendo una puerta que da paso a la rave.

## Reparto
- Paul Mescal como Calum
- Frankie Corio como Sophie
  - Celia Rowlson-Hall como Sophie adulta
- Brooklyn Toulson como Michael
- Sally Messham como Belinda
- Harry Perdios como Toby
- Rubí Thompson como Laura
- Kayleigh Coleman como Jane

## Producción
Aftersun es el debut cinematográfico de la directora y escritora Charlotte Wells. Llamándolo "emocionalmente autobiográfico", buscó profundizar en "un período diferente" en la relación entre un padre joven y una hija que lo que exploró en su primer cortometraje de 2015, El martes. Frankie Corio fue elegida entre en un casting de más de 800 personas. El rodaje tuvo lugar en Turquía. Los actores tuvieron un período de dos semanas de ensayos. La directora decidió excluir las escenas que retrataban el estado depresivo de Calum para asegurar que la actuación de Frankie Corio seguiría siendo inocente, tal como es Sophie.

## Estreno
La película se estrenó como parte de la Semana Internacional de la Crítica durante el Festival de Cine de Cannes de 2022, donde ganó un premio del jurado. Se proyectó en el Festival Internacional de Cine de Edimburgo, el Festival Internacional de Cine de Melbourne, el Festival de Cine de Telluride, el Festival Internacional de Cine de Toronto, el Festival de Cine de Nueva York y el Adelaide Film fiesta.
Aftersun fue distribuido en Austria, Francia, Alemania, India, Irlanda, Italia, Latinoamérica, España, Turquía y Reino Unido por Mubi y en Estados Unidos y Canadá por A24. Fue estrenada en los Estados Unidos el 21 de octubre de 2022 y en el Reino Unido el 18 de noviembre de 2022.

## Recepción

### Crítica
En la página web agregador de reseñas Rotten Tomatoes, Aftersun tiene un índice de aprobación del 96% basado en 102 reseñas de críticos, con una calificación promedio de 8.8/10. El consenso de los críticos del sitio web dice: "Dirigido por la tremenda actuación de Frankie Corio, Aftersun conduce hábilmente al público a la intersección entre nuestros recuerdos de seres queridos y quiénes son realmente". Metacritic asignó a la película una puntuación media ponderada de 95 sobre 100 basada en 34 reseñas, lo que indica "aclamación universal".
El crítico de cine del New York Times, AO Scott, describió la película como "asombrosa y devastadora" y escribió que "Wells, con la precisión natural de un poeta lírico, está casi reinventando el lenguaje cinematográfico, desbloqueando el potencial a menudo latente del medio para revelar mundos internos, de la conciencia y del sentimiento". Fionnuala Halligan de Screen Daily escribió que "el sondeo mesurado pero implacable de Wells... la señala como una de las nuevas voces más prometedoras del cine británico en los últimos años". Guy Lodge of Variety describió la película como "sensual, conmovedora". Carlos Aguilar de The Wrap elogió la cinematografía "visualmente fluida" de Gregory Oke y pensó que "evoca una melancolía radiante". Sebastián Valle de Revista Hush escribió: "Aftersun no es un ejercicio nostálgico sobre el pasado, sino la búsqueda de alguna certeza en el presente. Charlotte Wells hace una obra engañosamente minimalista para hacer una reflexión sobre el tiempo a través del retrato de una relación padre-hija filtrada por el prisma de una memoria incompleta".

### Premios y nominaciones
| Premio                                                            | Fecha                    | Categoría                                                       | Nominados                                                                | Resultados | Ref.   |
| ----------------------------------------------------------------- | ------------------------ | --------------------------------------------------------------- | ------------------------------------------------------------------------ | ---------- | ------ |
| Festival de Cannes                                                | 28 de mayo de 2022       | Gran Premio de la Semana de la Crítica                          | Charlotte Wells                                                          | Nominada   |        |
| Festival de Cannes                                                | 28 de mayo de 2022       | French Touch Prize del Jurado                                   | Charlotte Wells                                                          | Ganadora   |        |
| Munich International Film Festival                                | 2 de julio de 2022       | Premio CineVision                                               | Charlotte Wells                                                          | Ganadora   | [ 22 ] |
| Festival de Cine de Sarajevo                                      | 19 de agosto de 2022     | Premio Especial por la Promoción de la Igualdad de Género       | Aftersun                                                                 | Ganadora   | [ 23 ] |
| Festival Internacional de Cine de Melbourne                       | 20 de agosto de 2022     | Premio Bright Horizons                                          | Aftersun                                                                 | Nominada   | [ 24 ] |
| Festival de cine estadounidense de Deauville                      | 10 de septiembre de 2022 | Grand Prize                                                     | Aftersun                                                                 | Nominada   | [ 25 ] |
| Festival de cine estadounidense de Deauville                      | 10 de septiembre de 2022 | Premio de los Críticos                                          | Aftersun                                                                 | Ganadora   | [ 25 ] |
| Festival de Cine de Zúrich                                        | 2 de octubre de 2022     | Best International Feature Film                                 | Aftersun                                                                 | Nominada   | [ 26 ] |
| Montclair Film Festival                                           | 30 de octubre de 2022    | Mejor película de ficción                                       | Aftersun                                                                 | Ganadora   | [ 27 ] |
| Festival de Cine Europeo de Sevilla                               | 12 de noviembre de 2022  | Premio New Waves a la Mejor Película                            | Aftersun                                                                 | Ganadora   | [ 28 ] |
| Premios Gotham                                                    | 28 de noviembre de 2022  | Mejor película                                                  | Aftersun                                                                 | Nominada   | [ 29 ] |
| Premios Gotham                                                    | 28 de noviembre de 2022  | Mejor interpretación protagónica                                | Paul Mescal                                                              | Nominado   | [ 29 ] |
| Premios Gotham                                                    | 28 de noviembre de 2022  | Intérprete revelación                                           | Frankie Corio                                                            | Nominada   | [ 29 ] |
| Premios Gotham                                                    | 28 de noviembre de 2022  | Premio Bingham Ray al Mejor Director Revelación                 | Charlotte Wells                                                          | Ganadora   | [ 29 ] |
| Premios del Círculo de Críticos de Cine de Nueva York             | 2 de diciembre de 2022   | Mejor ópera prima                                               | Aftersun                                                                 | Ganadora   | [ 30 ] |
| British Independent Film Awards                                   | 4 de diciembre de 2022   | Mejor película británica independiente                          | Charlotte Wells, Barry Jenkins, Mark Ceryak, Adele Romanski, Amy Jackson | Ganadores  | [ 31 ] |
| British Independent Film Awards                                   | 4 de diciembre de 2022   | Mejor director                                                  | Charlotte Wells                                                          | Ganadora   | [ 31 ] |
| British Independent Film Awards                                   | 4 de diciembre de 2022   | Mejores protagonistas                                           | Frankie Corio and Paul Mescal                                            | Nominados  | [ 31 ] |
| British Independent Film Awards                                   | 4 de diciembre de 2022   | Mejor actuación revelación                                      | Frankie Corio                                                            | Nominada   | [ 31 ] |
| British Independent Film Awards                                   | 4 de diciembre de 2022   | Mejor guion                                                     | Charlotte Wells                                                          | Ganadora   | [ 31 ] |
| British Independent Film Awards                                   | 4 de diciembre de 2022   | Premio Douglas Hickox (Mejor debut como director)               | Charlotte Wells                                                          | Ganadora   | [ 31 ] |
| British Independent Film Awards                                   | 4 de diciembre de 2022   | Mejor guionista debut                                           | Charlotte Wells                                                          | Nominada   | [ 31 ] |
| British Independent Film Awards                                   | 4 de diciembre de 2022   | Mejor casting                                                   | Lucy Pardee                                                              | Nominada   | [ 31 ] |
| British Independent Film Awards                                   | 4 de diciembre de 2022   | Mejor fotografía                                                | Gregory Oke                                                              | Ganador    | [ 31 ] |
| British Independent Film Awards                                   | 4 de diciembre de 2022   | Mejor diseño de vestuario                                       | Frank Gallacher                                                          | Nominado   | [ 31 ] |
| British Independent Film Awards                                   | 4 de diciembre de 2022   | Mejor edición                                                   | Blair McClendon                                                          | Ganador    | [ 31 ] |
| British Independent Film Awards                                   | 4 de diciembre de 2022   | Mejor diseño de peinado y maquillaje                            | Oya Aygör, Murat Çağin                                                   | Nominados  | [ 31 ] |
| British Independent Film Awards                                   | 4 de diciembre de 2022   | Mejor música original                                           | Oliver Coates                                                            | Nominado   | [ 31 ] |
| British Independent Film Awards                                   | 4 de diciembre de 2022   | Mejor supervisión musical                                       | Lucy Bright                                                              | Ganadora   | [ 31 ] |
| British Independent Film Awards                                   | 4 de diciembre de 2022   | Mejor diseño de producción                                      | Bailur Turan                                                             | Nominado   | [ 31 ] |
| British Independent Film Awards                                   | 4 de diciembre de 2022   | Mejor sonido                                                    | Jovan Adjer, Vijay Rathinam                                              | Nominados  | [ 31 ] |
| National Board of Review                                          | 8 de diciembre de 2022   | Top 10 Películas más Destacadas                                 | Aftersun                                                                 | Ganadora   | [ 32 ] |
| National Board of Review                                          | 8 de diciembre de 2022   | Mejor debut como director                                       | Charlotte Wells                                                          | Ganadora   | [ 32 ] |
| Premios del Cine Europeo                                          | 10 de diciembre de 2022  | Mejor actor europeo                                             | Paul Mescal                                                              | Nominado   | [ 33 ] |
| Boston Society of Film Critics                                    | 11 de diciembre de 2022  | Mejor cineasta nuevo                                            | Charlotte Wells                                                          | Ganadora   | [ 34 ] |
| Boston Society of Film Critics                                    | 11 de diciembre de 2022  | Mejor edición                                                   | Blair McClendon                                                          | Ganador    | [ 34 ] |
| Asociación de Críticos de Cine de Los Ángeles                     | 11 de diciembre de 2022  | Mejor edición                                                   | Blair McClendon                                                          | Ganador    | [ 35 ] |
| Críticos de Cine de Nueva York en Línea                           | 11 de diciembre de 2022  | Mejor debut como director                                       | Charlotte Wells                                                          | Ganadora   | [ 36 ] |
| Las Vegas Film Critics Society                                    | 11 de diciembre de 2022  | Cineasta revelación                                             | Charlotte Wells                                                          | Ganadora   | [ 37 ] |
| Las Vegas Film Critics Society                                    | 11 de diciembre de 2022  | Mejor actriz joven (menor de 21)                                | Frankie Corio                                                            | Ganadora   | [ 37 ] |
| Washington D. C. Area Film Critics Association                    | 12 de diciembre de 2022  | Mejor actor                                                     | Paul Mescal                                                              | Nominado   | [ 38 ] |
| Washington D. C. Area Film Critics Association                    | 12 de diciembre de 2022  | Mejor intérprete joven                                          | Frankie Corio                                                            | Nominada   | [ 38 ] |
| Asociación de Críticos de Cine de Chicago                         | 14 de diciembre de 2022  | Mejor película                                                  | Aftersun                                                                 | Nominada   | [ 39 ] |
| Asociación de Críticos de Cine de Chicago                         | 14 de diciembre de 2022  | Mejor actor                                                     | Paul Mescal                                                              | Nominado   | [ 39 ] |
| Asociación de Críticos de Cine de Chicago                         | 14 de diciembre de 2022  | Mejor guion original                                            | Charlotte Wells                                                          | Nominada   | [ 39 ] |
| Asociación de Críticos de Cine de Chicago                         | 14 de diciembre de 2022  | Mejor edición                                                   | Blair McClendon                                                          | Nominado   | [ 39 ] |
| Asociación de Críticos de Cine de Chicago                         | 14 de diciembre de 2022  | Premio Milos Stehlik al Cineasta Revelacoón                     | Charlotte Wells                                                          | Ganadora   | [ 39 ] |
| Asociación de Críticos de Cine de Chicago                         | 14 de diciembre de 2022  | Intérprete más prometedor                                       | Frankie Corio                                                            | Nominada   | [ 39 ] |
| Círculo de Críticos de Cine de Dublín                             | 15 de diciembre de 2022  | Mejor película                                                  | Aftersun                                                                 | Nominada   | [ 40 ] |
| Círculo de Críticos de Cine de Dublín                             | 15 de diciembre de 2022  | Mejor director                                                  | Charlotte Wells                                                          | Ganadora   | [ 40 ] |
| Círculo de Críticos de Cine de Dublín                             | 15 de diciembre de 2022  | Mejor guion                                                     | Charlotte Wells                                                          | Nominada   | [ 40 ] |
| Círculo de Críticos de Cine de Dublín                             | 15 de diciembre de 2022  | Mejor actor                                                     | Paul Mescal                                                              | Nominado   | [ 40 ] |
| Phoenix Critics Circle                                            | 15 de diciembre de 2022  | Mejor película                                                  | Aftersun                                                                 | Nominada   | [ 41 ] |
| Boston Online Film Critics Association                            | 17 de diciembre de 2022  | Top 10 del 2022                                                 | Aftersun                                                                 | Ganadora   | [ 42 ] |
| Asociación de Críticos de Cine de San Luis                        | 18 de diciembre de 2022  | Mejor actor                                                     | Paul Mescal                                                              | Nominado   | [ 43 ] |
| Indiana Film Journalists Association                              | 19 de diciembre de 2022  | Mejor película                                                  | Aftersun                                                                 | Nominada   | [ 44 ] |
| Indiana Film Journalists Association                              | 19 de diciembre de 2022  | Mejor director                                                  | Charlotte Wells                                                          | Nominada   | [ 44 ] |
| Indiana Film Journalists Association                              | 19 de diciembre de 2022  | Mejor actuación protagónica                                     | Paul Mescal                                                              | Nominado   | [ 44 ] |
| Indiana Film Journalists Association                              | 19 de diciembre de 2022  | Mejor actuación de reparto                                      | Frankie Corio                                                            | Nominada   | [ 44 ] |
| Indiana Film Journalists Association                              | 19 de diciembre de 2022  | Mejor edición                                                   | Blair McClendon                                                          | Nominado   | [ 44 ] |
| Indiana Film Journalists Association                              | 19 de diciembre de 2022  | Mejor revelación                                                | Charlotte Wells (writer-director)                                        | Ganadora   | [ 44 ] |
| Indiana Film Journalists Association                              | 19 de diciembre de 2022  | Mejor revelación                                                | Frankie Corio (performer)                                                | Nominada   | [ 44 ] |
| Phoenix Film Critics Society                                      | 19 de diciembre de 2022  | Mejor intérprete joven                                          | Frankie Corio                                                            | Ganadora   | [ 45 ] |
| Online Association of Female Film Critics                         | 20 de diciembre de 2022  | Mejor cineasta revelación                                       | Charlotte Wells                                                          | Ganadora   | [ 46 ] |
| Online Association of Female Film Critics                         | 20 de diciembre de 2022  | Mejor actuación revelación                                      | Frankie Corio                                                            | Nominada   | [ 46 ] |
| Online Association of Female Film Critics                         | 20 de diciembre de 2022  | Mejor protagonista masculino                                    | Paul Mescal                                                              | Nominado   | [ 46 ] |
| North Texas Film Critics Association                              | 17 de diciembre de 2022  | Mejor revelación                                                | Frankie Corio                                                            | Nominada   | [ 47 ] |
| Florida Film Critics Circle                                       | 22 de diciembre de 2022  | Mejor película                                                  | Aftersun                                                                 | Nominada   | [ 48 ] |
| Florida Film Critics Circle                                       | 22 de diciembre de 2022  | Mejor director                                                  | Charlotte Wells                                                          | Nominada   | [ 48 ] |
| Florida Film Critics Circle                                       | 22 de diciembre de 2022  | Mejor ópera prima                                               | Charlotte Wells                                                          | Ganadora   | [ 48 ] |
| Florida Film Critics Circle                                       | 22 de diciembre de 2022  | Mejor actor                                                     | Paul Mescal                                                              | Nominado   | [ 48 ] |
| Florida Film Critics Circle                                       | 22 de diciembre de 2022  | Premio revelación                                               | Frankie Corio                                                            | Nominada   | [ 48 ] |
| Greater Western New York Film Critics Association                 | 30 de diciembre de 2022  | Mejor director                                                  | Charlotte Wells                                                          | Nominada   | [ 49 ] |
| Greater Western New York Film Critics Association                 | 30 de diciembre de 2022  | Mejor guion original                                            | Charlotte Wells                                                          | Nominada   | [ 49 ] |
| Greater Western New York Film Critics Association                 | 30 de diciembre de 2022  | Mejor director revelación                                       | Charlotte Wells                                                          | Ganadora   | [ 49 ] |
| Greater Western New York Film Critics Association                 | 30 de diciembre de 2022  | Mejor actor protagónico                                         | Paul Mescal                                                              | Nominado   | [ 49 ] |
| Greater Western New York Film Critics Association                 | 30 de diciembre de 2022  | Mejor actuación revelación                                      | Frankie Corio                                                            | Nominada   | [ 49 ] |
| UK Film Critics Association                                       | 30 de diciembre de 2022  | Mejor película                                                  | Aftersun                                                                 | Nominada   | [ 50 ] |
| UK Film Critics Association                                       | 30 de diciembre de 2022  | Mejor director                                                  | Charlotte Wells                                                          | Nominada   | [ 50 ] |
| UK Film Critics Association                                       | 30 de diciembre de 2022  | Mejor guion                                                     | Charlotte Wells                                                          | Nominada   | [ 50 ] |
| UK Film Critics Association                                       | 30 de diciembre de 2022  | Mejor actor                                                     | Paul Mescal                                                              | Nominado   | [ 50 ] |
| UK Film Critics Association                                       | 30 de diciembre de 2022  | Mejor actriz de reparto                                         | Frankie Corio                                                            | Nominada   | [ 50 ] |
| North Carolina Film Critics Association                           | 3 de enero de 2023       | Mejor debut como director                                       | Charlotte Wells                                                          | Ganadora   | [ 51 ] |
| North Carolina Film Critics Association                           | 3 de enero de 2023       | Mejor actuación revelación                                      | Frankie Corio                                                            | Nominada   | [ 51 ] |
| Oklahoma Film Critics Circle                                      | 4 de enero de 2023       | Mejor ópera prima                                               | Charlotte Wells                                                          | Ganadora   | [ 52 ] |
| Alianza de Mujeres Periodistas de Cine                            | 5 de enero de 2023       | Mejor director                                                  | Charlotte Wells                                                          | Nominada   | [ 53 ] |
| Alianza de Mujeres Periodistas de Cine                            | 5 de enero de 2023       | Mejor guion original                                            | Charlotte Wells                                                          | Nominada   | [ 53 ] |
| Alianza de Mujeres Periodistas de Cine                            | 5 de enero de 2023       | Mejor directora                                                 | Charlotte Wells                                                          | Nominada   | [ 53 ] |
| Alianza de Mujeres Periodistas de Cine                            | 5 de enero de 2023       | Mejor guionista femenina                                        | Charlotte Wells                                                          | Nominada   | [ 53 ] |
| Alianza de Mujeres Periodistas de Cine                            | 5 de enero de 2023       | Mejor actor                                                     | Paul Mescal                                                              | Nominado   | [ 53 ] |
| Alianza de Mujeres Periodistas de Cine                            | 5 de enero de 2023       | Mejor actriz revelación                                         | Frankie Corio                                                            | Nominada   | [ 53 ] |
| Columbus Film Critics Association                                 | 5 de enero de 2023       | Mejor película                                                  | Aftersun                                                                 | Nominada   | [ 54 ] |
| Columbus Film Critics Association                                 | 5 de enero de 2023       | Mejor actuación protagónica                                     | Paul Mescal                                                              | Nominado   | [ 54 ] |
| Columbus Film Critics Association                                 | 5 de enero de 2023       | Artista revelación                                              | Charlotte Wells (for directing and screenwriting)                        | Ganadora   | [ 54 ] |
| Music City Film Critics Association                               | 9 de enero de 2023       | Mejor película                                                  | Aftersun                                                                 | Pendiente  | [ 55 ] |
| Music City Film Critics Association                               | 9 de enero de 2023       | Mejor actor                                                     | Paul Mescal                                                              | Pendiente  | [ 55 ] |
| Music City Film Critics Association                               | 9 de enero de 2023       | Mejor actriz joven                                              | Frankie Corio                                                            | Pendiente  | [ 55 ] |
| Music City Film Critics Association                               | 9 de enero de 2023       | Mejor edición                                                   | Blair McClendon                                                          | Pendiente  | [ 55 ] |
| Círculo de Críticos de Cine del Área de la Bahía de San Francisco | 9 de enero de 2023       | Mejor director                                                  | Charlotte Wells                                                          | Pendiente  | [ 56 ] |
| Círculo de Críticos de Cine del Área de la Bahía de San Francisco | 9 de enero de 2023       | Mejor guion original                                            | Charlotte Wells                                                          | Pendiente  | [ 56 ] |
| Círculo de Críticos de Cine del Área de la Bahía de San Francisco | 9 de enero de 2023       | Mejor actor                                                     | Paul Mescal                                                              | Pendiente  | [ 56 ] |
| Círculo de Críticos de Cine del Área de la Bahía de San Francisco | 9 de enero de 2023       | Mejor edición                                                   | Blair McClendon                                                          | Pendiente  | [ 56 ] |
| Asociación de Críticos de Cine de Austin                          | 10 de enero de 2023      | Mejor ópera prima                                               | Charlotte Wells                                                          | Pendiente  | [ 57 ] |
| Asociación de Críticos de Cine de Austin                          | 10 de enero de 2023      | Mejor actor                                                     | Paul Mescal                                                              | Pendiente  | [ 57 ] |
| Asociación de Críticos de Cine de Austin                          | 10 de enero de 2023      | Premio Robert R. "Bobby" McCurdy Memorial al Artista Revelación | Frankie Corio                                                            | Pendiente  | [ 57 ] |
| Cinema Eye Honors                                                 | 13 de enero de 2023      | Premio Heterodox                                                | Aftersun                                                                 | Pendiente  | [ 58 ] |
| Premios de la Crítica Cinematográfica                             | 15 de enero de 2023      | Mejor actor                                                     | Paul Mescal                                                              | Pendiente  | [ 59 ] |
| Premios de la Crítica Cinematográfica                             | 15 de enero de 2023      | Mejor intérprete joven                                          | Frankie Corio                                                            | Pendiente  | [ 59 ] |
| Premios de la Crítica Cinematográfica                             | 15 de enero de 2023      | Mejor guion original                                            | Charlotte Wells                                                          | Pendiente  | [ 59 ] |
| London Film Critics' Circle                                       | 5 de febrero de 2023     | Mejor película                                                  | Aftersun                                                                 | Pendiente  | [ 60 ] |
| London Film Critics' Circle                                       | 5 de febrero de 2023     | Mejor película británica/irlandesa                              | Aftersun                                                                 | Pendiente  | [ 60 ] |
| London Film Critics' Circle                                       | 5 de febrero de 2023     | Mejor director                                                  | Charlotte Wells                                                          | Pendiente  | [ 60 ] |
| London Film Critics' Circle                                       | 5 de febrero de 2023     | Mejor guion                                                     | Charlotte Wells                                                          | Pendiente  | [ 60 ] |
| London Film Critics' Circle                                       | 5 de febrero de 2023     | Mejor cineasta británico/irlandés revelación                    | Charlotte Wells                                                          | Pendiente  | [ 60 ] |
| London Film Critics' Circle                                       | 5 de febrero de 2023     | Mejor actor                                                     | Paul Mescal                                                              | Pendiente  | [ 60 ] |
| London Film Critics' Circle                                       | 5 de febrero de 2023     | Mejor actor británico/irlandés (por cuerpo de trabajo)          | Paul Mescal                                                              | Pendiente  | [ 60 ] |
| London Film Critics' Circle                                       | 5 de febrero de 2023     | Mejor intérprete británico/irlandés                             | Frankie Corio                                                            | Pendiente  | [ 60 ] |
| Asociación de Críticos de Hollywood                               | 24 de febrero de 2023    | Mejor actor                                                     | Paul Mescal                                                              | Pendiente  | [ 61 ] |
| Asociación de Críticos de Hollywood                               | 24 de febrero de 2023    | Mejor ópera prima                                               | Charlotte Wells                                                          | Pendiente  | [ 61 ] |
| Asociación de Críticos de Hollywood                               | 24 de febrero de 2023    | Mejor película independiente                                    | Aftersun                                                                 | Pendiente  | [ 61 ] |
| Premios Independent Spirit                                        | 4 de marzo de 2023       | Mejor ópera prima                                               | Charlotte Wells, Mark Ceryak, Amy Jackson, Barry Jenkins, Adele Romanski | Pendiente  | [ 62 ] |
| Premios Independent Spirit                                        | 4 de marzo de 2023       | Mejor actuación protagónica                                     | Paul Mescal                                                              | Pendiente  | [ 62 ] |
| Premios Independent Spirit                                        | 4 de marzo de 2023       | Mejor actuación revelación                                      | Frankie Corio                                                            | Pendiente  | [ 62 ] |
| Premios Independent Spirit                                        | 4 de marzo de 2023       | Mejor fotografía                                                | Gregory Oke                                                              | Pendiente  | [ 62 ] |
| Premios Independent Spirit                                        | 4 de marzo de 2023       | Mejor edición                                                   | Blair McClendon                                                          | Pendiente  | [ 62 ] |
| Premios Óscar                                                     | 12 de marzo de 2023      | Mejor actor                                                     | Paul Mescal                                                              | Nominado   | [ 63 ] |